# Delmer Daves
Delmer Lawrence Daves (San Francisco, 24. srpnja 1904. – La Jolla, 17. kolovoza 1977.), američki režiser i scenarist.
U svojim filmovima najčešće obrađuje teme o društvenim odnosima razvlašćenih i potlačenih, o čemu najbolje svjedoči njegov film vestern Slomljena strijela o odnosima bijelaca prema Indijancima.

## Filmovi
- Drvo za vješanje,
- Rimska avantura,
- U 3.10 za Yumu.